# Æthelred (Wessex)

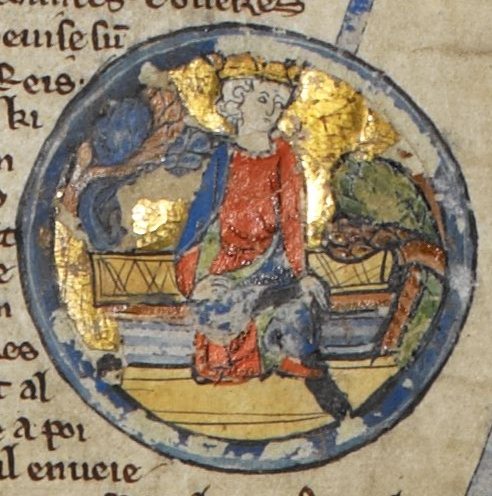
Æthelred I. in einer Abbildung aus dem 13. Jahrhundert

Æthelred I. (auch Æþelræd I., Ethelred I., Ethered, Aetheredus, Asser, Ethelwerd; * um 837; † 23. April 871 bei Merton) war von 865 bis 871 König von Wessex und Kent.

## Leben und Wirken
Er war der vierte Sohn des Königs Æthelwulf von Wessex und dessen erster Frau Osburga und bereits der dritte nach dem Tod des Vaters, der König wurde. Mit seiner Frau Wulfthryth hatte er die zwei Söhne Æthelwald und Æthelhelm sowie die Tochter Thyra. Der angelsächsische Historiker Æthelweard war sein Urenkel. Æthelred unterzeichnete Urkunden seines Vaters seit 854 als Königssohn, einen Titel, den er auch unter der Regierung seiner Brüder Æthelbald und Æthelberht beibehielt.
Er folgte seinem Bruder Æthelberht um das Jahr 865 als König von Wessex nach. Æthelred von Wessex und sein Bruder Alfred (später „der Große“) wurden 868 von Burgred von Mercia gegen Wikinger zu Hilfe gerufen, die in Mercia eingedrungen waren und sich in Nottingham verschanzt hatten. Die Festung war nicht einzunehmen und so wurde Frieden geschlossen. Æthelred konnte des Ansturms des Großen Heidnischen Heeres der Wikinger unter Halfdan Ragnarsson und Bagsecg auch in Wessex nicht Herr werden. Er verlor gegen die dänische Invasionsarmee am 4. Januar 871 in der Schlacht von Reading, fügte den Dänen jedoch auch große Verluste zu. Darauf konnte er sie überraschenderweise am 8. Januar 871 in der Schlacht von Ashdown besiegen. Am 22. Januar 871 wurden Æthelred von Wessex und Alfred von den Dänen bei Basing geschlagen. Æthelred starb wenig später in der Schlacht von Merton am 23. April 871 und wurde in Wimborne Minster begraben. Nach seinem Tod wurde er vom Volk als eine Art Heiliger verehrt, jedoch nie von der Kirche kanonisiert.
Da seine zwei Söhne Æthelhelm und Æthelwold zu jung waren, wurde sein Bruder Alfred sein Nachfolger. Nach ihm benannt ist Mount Ethelred, ein Berg auf der antarktischen Alexander-I.-Insel.

## Königsherrschaft
Æthelred folgte nach dem Tod von Æthelberht im Jahr 865 auf den Thron und heiratete zu einem unbekannten Zeitpunkt Wulfthryth. Die Ehefrauen der westsächsischen Könige hatten im neunten Jahrhundert einen niedrigen Status und es ist sehr wenig über sie bekannt. Sie erhielten in der Regel nicht den Titel regina (Königin), eine Entscheidung, die Alfred der Große mit dem Fehlverhalten einer Königin zu Beginn des neunten Jahrhunderts begründete. Der Name von Æthelreds Ehefrau ist nur bekannt, weil sie als Zeugin in einer Urkunde aufgeführt ist, in der sie als Wulfthryth regina bezeichnet wird, was darauf hindeutet, dass sie einen höheren Status hatte als die Ehefrauen anderer Könige. Die einzige andere bekannte Königsgemahlin des neunten Jahrhunderts, der dieser Titel verliehen wurde, war Æthelwulfs zweite Gemahlin, Judith von Flandern, eine Urenkelin Karls des Großen. Wulfthryth und Æthelred hatten zwei bekannte Söhne, Æthelhelm und Æthelwold. Möglicherweise kam sie aus Mercia oder war eine Tochter von Wulfhere, dem Ealdorman von Wiltshire, der seine Ländereien einbüßte, nachdem er des Eidbruchs gegenüber Alfred verurteilt wurde.